# چوی‌یونگ
چوی‌یونگ‌ یا چوئه یونگ (۱۳۱۶–۱۳۸۸)، ژنرالی کره‌ای بود که در دوره گوریو و در شهرستان هونگ سئونگ یا چئوروون متولد شد. وی پس از سرکوب شورش جو ایل شین (조일신) به یک قهرمان ملی تبدیل شد. همچنین وی در سرکوب شورش دستار سرخ‌ها شرکت کرد و بعدها با سلسله مینگ برای سرنگونی سلسله مغولی یوآن متحد شد. در سالهای پایانی زندگی چوی یونگ، یی سونگ گیه که از زیردستان سابق چوی یونگ بود وی را به خیانت متهم و سپس اعدام کرد. یی سانگ گه بعدها و در سال ۱۳۹۲ سلسله چوسان را تأسیس کرد.

## اوایل زندگی
چوی یونگ در طایفه اشرافی چو که انشعابی از قبیله بانفوذ و معتبر چول وون بود به دنیا آمد (امروزه قبیله چول وون با نام قبیله دونگجو شناخته می‌شود). چوی یونگ نواده پنجم چوئه یو چانگ استاد بزرگ آکادمی سلطنتی جیپ هیون جئون و پسر چوئه وون جیک بود.
او در سبک زندگی ساده و سختگیرانه‌ای پرورش یافت که در خور یک خانواده اشرافی در گوریو بود. او به آنچه می‌پوشید و می‌خورد اهمیت چندانی نمی‌داد و حتی پس از مشهور شدن و موفقیت، از لباس‌های خوب و سایر وسایل راحتی اجتناب می‌کرد.
او از اشخاصی که اجناس گران‌قیمت را آرزو می‌کردند؛ متنفر بود و سادگی را یک فضیلت می‌پنداشت. چوی یونگ سخن پدرش را که به او گفته بود با طلا طوری رفتار کرده و دید داشته باش گویی که یک تخته سنگ است، سرلوحه زندگی خود قرار داده بود.

## دوران نظامی

### جو ایل شین و ژاپن
براساس شخصیت و اعتقادات چوی یونگ وی برای امور نظامی فردی بسیار مناسب بود. او با پیروزی در چند نبرد با دزدان دریایی ژاپنی (واکو) که در حدود سال ۱۳۵۰ شروع به غارت سواحل کره کرده بودند توانست اعتماد سربازان و پادشاه کشورش را به خود جلب کند.
در سال ۱۳۵۲ و هنگامی که ۳۶ سال سن داشت او توانست شورش جو ایل شین که خود را حاکم گوریو اعلام کرده بود و قصر را محاصره کرده بود و بسیاری از مقامات دربار را کشته بود سرکوب کند، پس از آن وی تبدیل به یک قهرمان ملی شد.

### شورش دستار سرخ‌ها
به دلیل اینکه از سال ۱۲۵۹ گوریو کشور خراج‌گذار یا بوماگوک (به معنای ملت داماد) امپراتوری مغولی یوآن بود، چوی یونگ برای کمک به نیروهای یوآن در فرونشاندن شورش دستار سرخ‌ها در شمال چین به این کشور فرستاده شد. در سال ۱۳۵۴ و در سن ۳۹ سالگی چوی یونگ با دو هزار تیرانداز سواره نظام کره‌ای به شمال چین اعزام شد سپس با پیوستن بیست هزار سرباز باتجربه اهل گوریو در کانبالوک به وی سپاه اعزامی چوی یونگ تقویت شد. آن‌ها موفق به سرکوب شورش دستار سرخ‌ها شدند و به گوریو بازگشتند. با این حال، بعدها سلسله یوآن توسط قیام‌های جو یوآن‌جانگ، بنیانگذار سلسله مینگ و چن یولیانگ، بنیانگذار سلسله چن هان، ساقط شد. موفقیت چوی یونگ در طی نزدیک به سی نبرد باعث شهرت و مقبولیت هر چه بیشتر او در گوریو شد. بعد از بازگشت به کره چوی یونگ امپراتور گنگ‌مین را از مشکلاتی داخلی که سلسله یوآن با آن مواجه و باعث ضعف این کشور شده بود آگاه کرد و این ایده را در ذهن پادشاه به وجود آورد که زمان خوبی برای پس گرفتن بعضی از مناطق شمالی است که قبلاً توسط مغول‌ها تصرف شده بود. ژنرال چوی یونگ برای بازپس‌گیری چندین شهر سابق گوریو در غرب رودخانه یالو به شدت جنگید و این کار او باعث خرسندی پادشاه گنگ‌مین شد. در سال ۱۳۵۶، او به منطقه سانگ سونگ که امروزه در منطقه ونسان قرار دارد حمله کرد، داروغه مغولی-کره‌ای این منطقه بلافاصله تسلیم نیروهای چوی یونگ شد. اشراف سابق حاکم بر گوریو قبل از تسلیم رسمی گوریو در سال ۱۲۵۹ به مغول‌ها این منطقه را تسلیم آنها کرده بودند. داروغه تسلیم شده منطقه سانگ سونگ کسی نبود به جز یی جاچون که پسرش معاون داروغه یی سانگ گه مؤسس آینده سلسله چوسان بود.
در سال ۱۳۶۰، چوی یونگ حمله دستار سرخ‌ها به گوریو را دفع کرد و آنان را شکست داد.
چوی یونگ مدتی کوتاهی به عنوان شهردار پیونگ یانگ خدمت کرد. تلاش‌های وی برای افزایش تولید محصولات و رفع قحطی باعث توجه هر چه بیشتر به او به عنوان یک قهرمان ملی شد. در سال ۱۳۶۴، هنگامی که وزیر قدرتمندی به نام دوک هونگ-گون را که سعی داشت دولت گوریو را به دلیل استقلال از سلسله یوآن سرنگون کند شکست داد، به شخصیت برجسته‌تری در گوریو تبدیل شد. چوی یو که توسط ملکه کی به فرماندهی سپاهی متشکل از ده هزار سواره نظام منصوب شده بود به قصد براندازی حکومت امپراتور گنگ‌مین به کره حمله کرد. چوی یونگ نیروهای خود را جمع کرد و سپاه ده هزار نفری مغول‌ها را شکست داد. این پیروزی باعث استقلال کامل گوریو از مغول‌ها در سال ۱۳۶۴ شد.

### سلسله‌های یوآن و مینگ
در سال ۱۳۶۸ زمانی که سلسله جدید مینگ پیشنهاد ایجاد اتحاد علیه سلسله یوآن را داد امپراتور گنگ‌مین به چوی یونگ دستور داد تا به اردوگاه‌های باقی مانده سربازان مغول که در منچوری مستقر بودند حمله کند. چوی یونگ در شمال رودخانه یالو عملیات نظامی انجام داد و دژ کوهستانی اورو و شهر لیاویانگ را در سال ۱۳۷۰ تصرف کرد اما این پیروزی به یک توافق دائمی برای حل اختلافات منجر نشد.

## افشاگری و رستگاری
به دنبال رؤیایی که امپراتور گنگ‌مین در خواب می‌بیند و در آن خواب پیش گویی می‌شود که یک راهب بودایی زندگی پادشاه را نجات خواهد داد، پادشاه گنگ‌مین به راهبی به نام شین دون ترفیع مقام داده و به او اجازه تأثیرگذاری قابل ملاحظه ای در دربارش می‌دهد. در ابتدا شین دون به رغم مخالفت شدید وزیران، برای بهبود زندگی دهقانان تلاش‌هایی را انجام داد؛ اما به پشتوانه حمایت‌های پادشاه از شین دون، وی تبدیل به فردی بی رحم و فاسد شد. چوی یونگ که با فساد در کشور مخالف بود خود را در تضاد با شین دون دید، بعدها شین دون با طرح‌ریزی اتهام دروغین سوء رفتار علیه چوی یونگ وی را محکوم به تبعید شش ساله کرد حتی او چوی یونگ را تا آستانه اعدام پیش برد. بعد از مرگ شین دون در سال ۱۳۷۴ امپراتور گنگ‌مین، چوی یونگ را دوباره به مقام قبلی اش مصوب کرد و بلافاصله از او خواست با آماده‌سازی یک ناوگان جنگی به نبرد با دزدان دریایی ژاپنی و نابودی باقی مانده مغول‌ها در جزیره ججو بپردازد. چوی یونگ ابتدا با مقاومت سرسختانه مغول‌ها مواجه شد اما سرانجام نیروهای چوی یونگ توانستند جزیره ججو را آزاد کنند. در سال ۱۳۶۷ دزدان دریایی ژاپنی در گوریو پیش روی کردند و شهر گنگجو را تصرف کردند. با دستورالعمل جدید ساخت باروت که توسط دانشمندی به نام چوی مو سان به دست آمده بود ژنرال چوی یونگ و ژنرال زیر دستش یی سانگ گه توانستند دشمن را تار و مار کرده و با شکست دزدان دریایی شهر گنگجو را پس بگیرند.

## سال‌های آخر
ژنرال چوی یونگ توسط زیردست سابق خود یی سانگ گه به خیانت متهم و اعدام شد.
در سال ۱۳۸۸ به ژنرال یی سانگ گه دستور داده شد تا از ارتش خود در جهت بیرون راندن نیروهای سلسله مینگ استفاده کند.
یی سانگ گه با اعزام نیروی نظامی به شمال مخالفت کرد و برای دفاع از رفتار خود چهار دلیل را برشمرد:
1. یک کشور کوچک نباید به یک کشور بزرگ حمله کند زیرا در تضاد با نظم جهان در مکتب کنفوسیوس است.
2. نبرد در فصل کشاورزی (تابستان) نامطلوب است و باعث برداشت ضعیف محصولات توسط کشاورزان می‌شود.
3. با حجم زیادی از سربازان که عازم شمال می‌شوند دزدان دریایی در جنوب آزادی عمل بیشتری خواهند داشت.
4. باران‌های موسمی کارایی کمان‌های ترکیبی که سلاح اصلی گوریو است را کاهش می‌دهد و باعث شیوع بیماری‌های واگیر دار در اردوگاه نظامیان می‌شود.

با این حال ژنرال چوی یونگ با حمایت پادشاه یو دستور حمله را صادر کرد. یی سانگ گه با دانستن این نکته که وی از حمایت مقامات رده بالای دربار و عامه مردم برخوردار است تصمیم گرفت تا به گیگیونگ پایتخت گوریو برگردد و دست به کودتا بزند. این رویداد بعدها با عنوان عقب‌نشینی ویهوادو مشهور شد و به عنوان اولین نشانه از تغییر حکومت از گوریو به چوسان در نظر گرفته می‌شود.
زمانی که یی سانگ گه به پایتخت بازگشت، چوی یونگ نبردی شجاعانه در دفاع از قصر انجام داد اما تعداد نیروهای یی سانگ گه بسیار زیاد بود و سرانجام نیروهای چوی یونگ درهم شکسته شدند. چوی یونگ شکست خورده، دستگیر شد و به گویانگ تبعید شد و بعداً توسط یی سانگ گه گردن زده شد. مشهور است که چوی یونگ قبل از مرگش پیش‌بینی کرده بود که به دلیل مجازات ناعادلانه او، هرگز چمنی بر روی قبرش نخواهد رویید. تا سال ۱۹۷۶ هیچ چمنی بر بالای مقبره وی رشد نکرد، این موضوع با نام جئوک بون (작분) مشهور شد. جئوک بان به معنی مقبره قرمز است که به دلیل خاک قرمز مقبره به آن اعطا شده است.

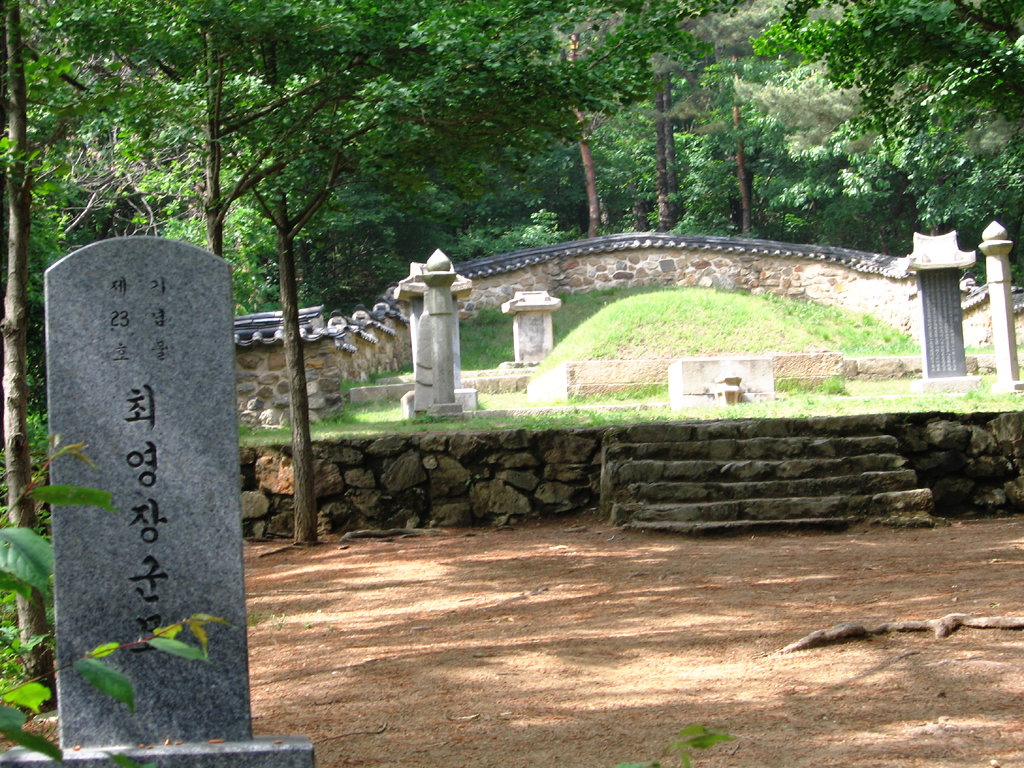
آرامگاه ژنرال چوی یونگ

## بازیگرانی که در نقش چوی یونگ نقش آفرینی کرده‌اند
- شین گو در سال ۱۹۸۳ و در سریال تأسیس پادشاهی که توسط شبکه KBS1 پخش شد.
- کیم گیل-هو در سال ۱۹۸۳ و در سریال پادشاه قصر چودونگ که توسط شبکه MBC پخش شد.
- کیم سونگ-اوک در سال ۹۸–۱۹۹۶ و در سریال اشک اژدها که توسط شبکه KBS1 پخش شد.
- چوی سانگ-هون در سال ۰۶–۲۰۰۵ و در سریال شین دون که توسط شبکه MBC پخش شد.
- لی مین-هو در سال ۲۰۱۲ و در سریال ایمان (سرنوشت) که توسط شبکه SBS پخش شد.
- سون بیونگ-هو در سال ۱۳–۲۰۱۲ و در سریال پیشگوی بزرگ که توسط شبکه SBS پخش شد.
- سئو این-سئوک در سال ۲۰۱۴ و در سریال جونگ دو جون که توسط شبکه KBS1 پخش شد.
- جون گوک-هوان در سال ۱۶–۲۰۱۵ و در سریال شش اژدهای پرنده که توسط شبکه SBS پخش شد.